# 雷梅迪奧斯 (安蒂奧基亞省)
雷梅迪奧斯是哥倫比亞的城鎮，位於該國北部，由安蒂奧基亞省負責管轄，距離首府麥德林190公里，始建於1560年，面積1,985平方公里，海拔高度700米，2002年人口17,658。
7°02′N 74°32′W / 7.033°N 74.533°W